# Fəzilə İbrahim qızı Səmədova

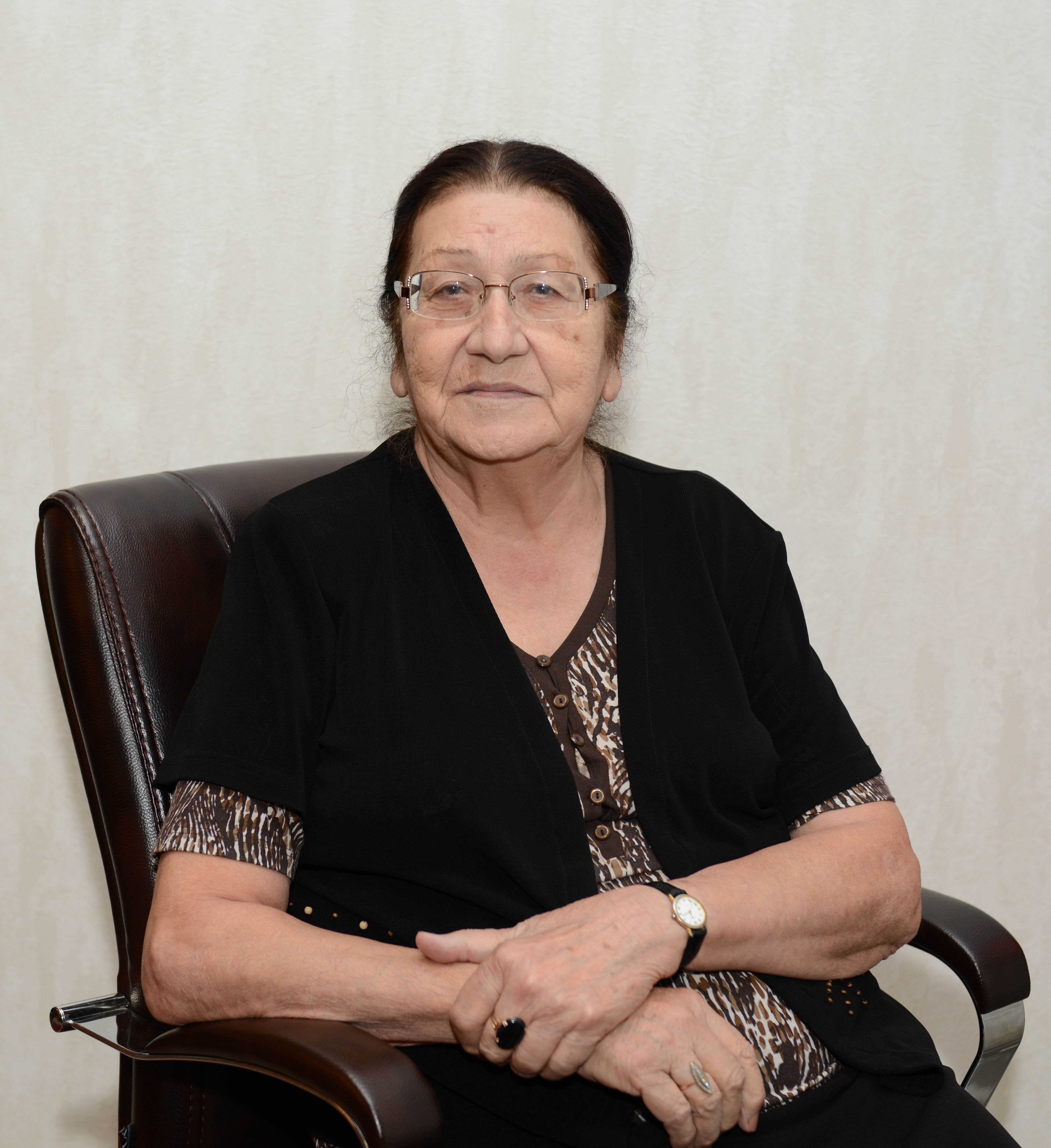
Fəzilə Səmədova

Fəzilə İbrahim qızı Səmədova (russisch Фазиля Ибрагим кызы Самедова Fasila Ibrahim kysy Samedowa; * 29. März 1929 in Schamachi; † 1. Januar 2020 in Baku) war eine sowjetische bzw. aserbaidschanische Chemikerin und Hochschullehrerin.

## Leben
Səmədova stammte aus einer kinderreichen Familie. Ihr Vater İbrahim Səmədov wurde Vizeminister der Aserbaidschanischen Sozialistischen Sowjetrepublik in Baku. Səmədova besuchte dort die angesehene Schule Nr. 132 (Abschluss 1946 mit Goldmedaille). Darauf begann sie nach dem Willen ihres Bruders Fuad İbrahim oğlu Səmədov ohne Eingangsprüfung das Studium in Baku am Aserbaidschanischen Industrie-Institut (seit 1992 Aserbaidschanische Staatliche Öl- und Industrie-Universität) in der Fakultät für Chemie-Technologie, obwohl sie eigentlich nach dem Beispiel ihres Bruders Geologie studieren und Expeditionen durchführen wollte.
Nach dem Abschluss des Studiums 1951 als Chemietechnologie-Ingenieurin wurde Səmədova Aspirantin im Moskauer Gubkin-Erdöl-Institut bei Nikolai Iwanowitsch Tschernoschukow (1951–1955). Im Februar 1956 verteidigte sie mit Erfolg ihre Dissertation über den Einfluss der chemischen Zusammensetzung von Schmierölen auf ihre Schmiereigenschaften für die Promotion zur Kandidatin der technischen Wissenschaften.
Səmədova kehrte nun nach Baku in das Industrie-Institut zurück, das 1959 das Asisbekow-Institut für Erdöl und Chemie wurde, und arbeitete am Lehrstuhl für Erdöl-Chemie und -Technologie.
1960 wurde Səmədova wissenschaftliche Senior-Mitarbeiterin im Laboratorium für Öl-Chemie und -Technologie des aserbaidschanischen staatlichen Mamedalijew-Instituts für Erdölchemieprozesse in Baku. 1973 verteidigte sie mit Erfolg ihre Doktor-Dissertation über die Destillation von Bakuer Paraffinölen mit moderner Technologie zur Gewinnung von Rückstandsölen  und die Perspektiven der entsprechenden Organisation in Aserbaidschan für die Promotion zur Doktorin der chemischen Wissenschaften. Ab 1982 leitete sie das Laboratorium für Erdölforschung und Öltechnologie.
Seit 1964 nahm Səmədova an internationalen Konferenzen in der DDR teil, im Irak mit dreimonatiger Beratungstätigkeit, in der Türkei mit einmonatiger Tätigkeit, auch in Peking, Pakistan, Frankreich, Großbritannien, Italien, Ungarn, Belgien, Österreich und der Tschechoslowakei. 1987 folgte die Ernennung zur Professorin. Einer ihrer letzten Forschungsschwerpunkte war das Hydrocracken von Erdölen. Sie war Mitautorin von 450 Veröffentlichungen, darunter 70 Erfindungen. Sie betreute 16 Kandidat-Dissertationen und 4 Doktor-Dissertationen. 1995 wurde sie Mitglied der New York Academy of Sciences. 2001 wurde sie zum korrespondierenden Mitglied der Nationalen Akademie der Wissenschaften Aserbaidschans gewählt.
Səmədovas Ehemann war Doktor der chemischen Wissenschaften und Professor der Kristallographie, der sie immer unterstützte. Ihre Tochter ist Kandidatin der geologisch-mineralogischen Wissenschaften und ihr Enkel Magister der Ökonomie.
Səmədova schrieb Gedichte und aserbaidschanische Bajati und liebte die Werke Walentin Sawwitsch Pikuls.

## Ehrungen, Preise
- Şöhrət-Orden
- Ehrendiplom der Europäischen Wissenschaftlichen Gesellschaft[6] in Hannover (2011)